# Mariño (Andrés Eloy Blanco)
Pour les articles homonymes, voir Mariño.
Mariño est l'une des deux paroisses civiles de la municipalité d'Andrés Eloy Blanco dans l'État de Sucre au Venezuela. Sa capitale est Casanay, chef-lieu de la municipalité.

## Géographie

### Démographie
Hormis sa capitale Casanay, la paroisse civile possède plusieurs localités :
- Cedeño de Los Negros
- Carrizal de Las Minas
- Casanay
- El Mayar
- El Tigre
- Guaraguao
- Guarapiche
- Guaricuco
- Las Minas
- Río de Oro
- Santa Lucia Abajo (commune avec Catuaro)
- Santa Lucia Arriba (commune avec Catuaro)
- Santa Marta